# 朗德湖 (佛羅里達州)
朗德湖（英語：Round Lake）是位於美國佛羅里達州傑克遜縣的一個非建制地區。該地的面積和人口皆未知。

## 地理
朗德湖的座標為30°39′06″N 85°23′20″W / 30.65167°N 85.38889°W，而該地的平均海拔高度為81米（即266英尺）。